# 海因茨·布舍
海因茨·布舍（德語：Heinz Busche，1951年9月6日—），德国男子雪车运动员。他曾代表西德参加国际雪车联合会世界锦标赛，获得一枚金牌。他也曾参加1980年冬季奥林匹克运动会。